# Observatorio Astrofísico de Javalambre
El Observatorio Astrofísico de Javalambre es una ICTS (Infraestructura Científica y Técnica Singular) astronómica española ubicada en el término municipal de Arcos de las Salinas (Teruel) y perteneciente a la Red nacional de Infraestructuras de Astronomía (RIA). Las instalaciones se encuentran en el Pico del Buitre (1957 metros de altitud), en la Sierra de Javalambre. 
El observatorio está gestionado por el Centro de Estudios de Física del Cosmos de Aragón (CEFCA), dependiente del Departamento de Ciencia, Universidad y Sociedad del Conocimiento Gobierno de Aragón. Ligado al observatorio existe Galáctica, un Centro de Difusión y Práctica de la Astronomía.

## Historia
El Pico del Buitre es unos de los mejores lugares del mundo para la observación del espacio dada su baja contaminación lumínica. La primera instalación para este fin comenzó en 1992, aunque se interrumpió por falta de financiación. En 2007 se retomó el proyecto, y en 2008 se creó el Centro de Estudios de Física del Cosmos de Aragón, encargado de desarrollar el Observatorio Astrofísico de Javalambre (OAJ). 
El objetivo inicial del OAJ es cartografiar todo el espacio visible para estudiar la Energía Oscura y la Astrofísica. El observatorio lleva a cabo principalmente dos proyectos, J-PLUS y J-PAS. Además, el observatorio cede un porcentaje de sus horas de observación a otros proyectos de investigación a través de convocatorias de acceso competitivo.
El presupuesto total del proyecto, incluido Galáctica, asciende a 34 millones de euros, financiados en un 70% por el Fondo de Inversiones de Teruel, participado a partes igual por el Gobierno de España y por el Gobierno de Aragón. El resto ha sido aportado por Fondos Feder, y por el Observatorio Nacional de Río de Janeiro y la Universidad de São Paulo, con interés especial en este proyecto.

## Telescopios
El OAJ consta principalmente de dos telescopios profesionales de gran campo de visión (FoV) con calidad de imagen en todo el campo: el telescopio JST250, Javalambre Survey Telescope, un telescopio de gran etendue de 2.55m con un campo de visión 3 grados, y el JAST80, Auxiliary Survey Telescope, un telescopio de 80cm con un campo de visión de 2 grados. Ambos telescopios están equipados con cámaras panorámicas de última generación con CCDs de gran formato y un conjunto único de filtros ópticos especialmente diseñados para realizar un cartografiado del Universo en todo el rango del espectro óptico sin precedentes en la astrofísica internacional.
En 2020 se ha instalado JPCam, una cámara astronómica de más de 1.200 millones de pixeles que permitirá cartografiar el universo, tras una inversión de más de 9 millones de euros. Es la segunda cámara más grande del mundo tras la del telescopio Pan-STARRS, de Hawái
Todos los edificios del observatorio están conectados por canales subterráneos, que permiten la utilización de todas las instalaciones cuando la meteorología de montaña del Pico del Buitre resulta adversa.

## Centro de Difusión y Práctica de la Astronomía - Galáctica

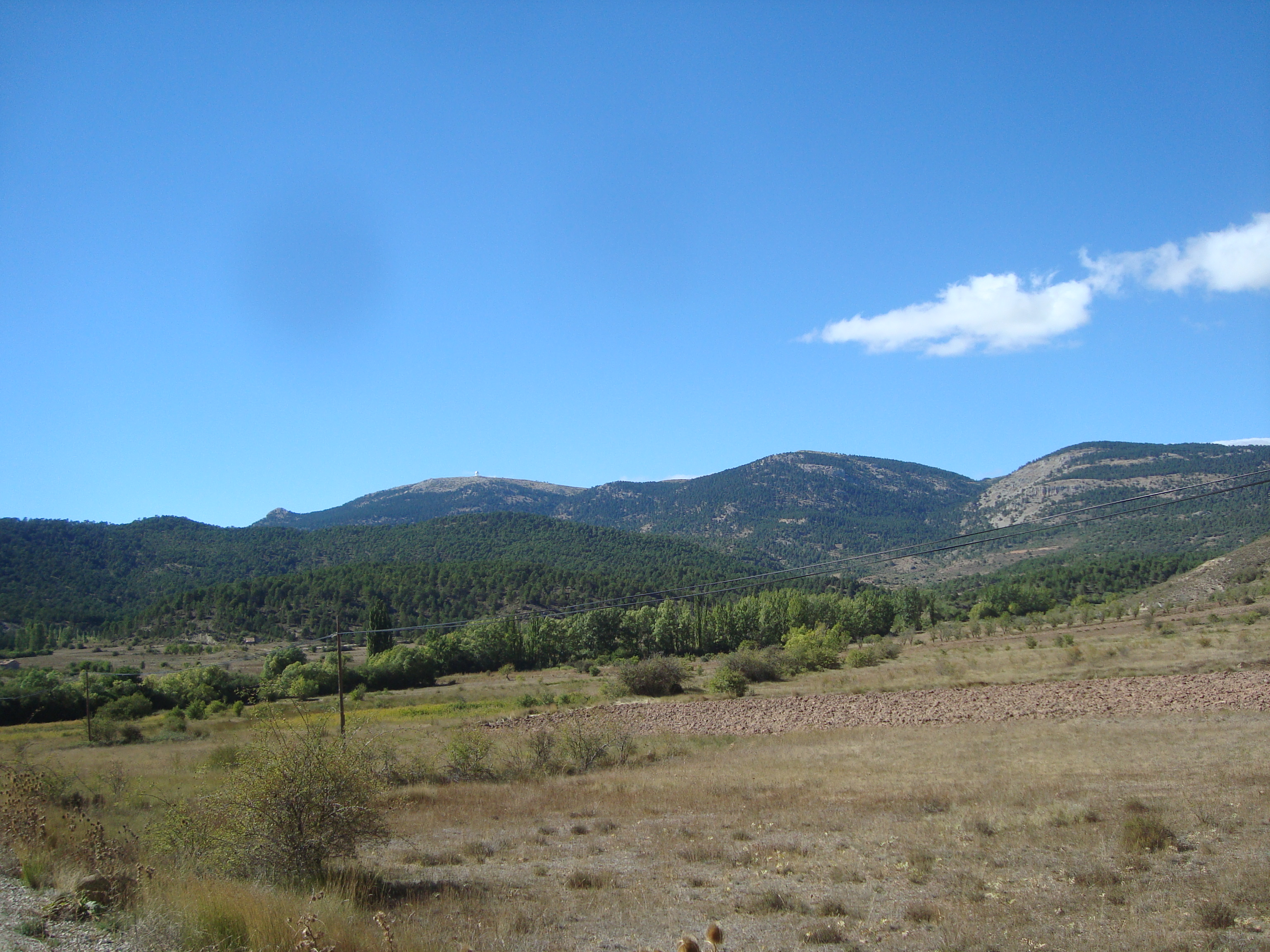
Pico del Buitre, Sierra de Javalambre, Observatorio Astrofísico de Javalambre, término de Arcos de las Salinas (Teruel)

Galáctica es un centro turístico de difusión de la astronomía ligado al Observatorio Astrofísico de Javalambre, situado a 10 kilómetros de este, en el término municipal de Arcos de las Salinas, y también promovido y gestionado por el Centro de Estudios de Física del Cosmos de Aragón.
En 2015 fue premiado con el premio de "Mejor Proyecto de Arquitectura en Vidrio", concedido por Saint-Gobain Cristalería.
Tras varios años de retrasos se abrió parcialmente al público en el verano de 2022. En 2023 está previsto completar la oferta turística y museística del complejo.

## Vuelta Ciclista a España
La subida al observatorio es un conocido y popular puerto ciclista de montaña. En 2019 acogió la llegada de la Vuelta Ciclista a España por primera vez, en una etapa de montaña con final en alto. El español Ángel Madrazo consiguió la victoria de etapa para el equipo Burgos-BH, mientras que el colombiano Miguel Ángel López tomó el liderato de la clasificación general.
En 2023 volvió a La Vuelta, y volvió como final de etapa. Como la última vez que se subió, el ganador llegó desde la fuga que se formó a principios de etapa. Ganó el norteamericano Sepp Kuss del Jumbo Visma, aparte de la victoria, le sirvió para subir puestos en la general y así poder ganar La Vuelta de ese año.